# Гандхара (буддизм)
Гандхара (Гандхаранские Буддийские тексты) — старинные буддийские тексты, датированные примерно I веком н. э. Тексты написаны на языке гандхари и, возможно, являются старейшими из сохранившихся индийских текстов такого рода. Они были проданы европейским и индийским учреждениям, а также индивидуальным предпринимателям; в настоящее время восстанавливаются и изучаются несколькими университетами. Гандхаранские тексты находятся в значительно неважном состоянии (их выживание само по себе экстраординарно), но научные предположения о возможности реконструкции в ряде случаев используют оба современных метода сохранения и более традиционные текстовые стипендии, сравнивая уже известные версии тексты Пали и Буддийского гибридного санскрита. Другие Гандхаранские Буддийские тексты — «некоторые и возможно многие» — были обнаружены в течение последних двух столетий, но потеряны или уничтожены.
Ричард Саломон, ведущий учёный в этой области, относит тексты к школе Дхармагуптака. Свитки Британской библиотеки «представляют собой случайную, но разумно предоставленную часть того, что, вероятно, было великим собранием текстов, хранящимся в библиотеке монастыря школы Дхармагуптака в Нагарахара».

## Коллекции

### Коллекция Британской Библиотеки
В 1994 году Британская библиотека приобрела группу около восьмидесяти Гандхаранских фрагментов рукописи датирующихся первой половиной первого века. Они были написаны на бересте и содержались в глиняных кувшинах, сохранившись, таким образом, до наших дней. Считается, что они были найдены на востоке Афганистана в городах (Бамиан, Джелалабад, Хадда, которые были частью царства Гандхара), и глиняные сосуды были захоронены в древних монастырях. Команда была на работе и пыталась расшифровать рукописи: на сегодняшний день появилось Три тома (2009). Рукописи были написаны на языке гандхари, использовалась Письменная система Кхароштхи, и поэтому они иногда называются Манускриптами Кхароштхи.
Коллекция состоит из разнообразных текстов: Дхаммапада, сутра Рог Носорога, Авадана и Пурвайога, комментарии и тексты Абхидхаммы.
Существуют доказательства того, что эти тексты могут принадлежать к школе Дхармагуптака (Саломон 2000, стр. 5). Существует надпись на сосуде этой школы, так же есть некоторые текстовые данные. В данной точке, в Гандхаранских текстах в сутре «Рог Носорога», содержится слово махаянаса, которое подчас интерпретируется как Махаяна (Саломон, 2000, стр. 127). Однако согласно Саломону, в орфографии Кхароштхи нет никаких оснований думать, что эта фраза в вопросе, амамтрана бхоти махаянаса («здесь зов из толпы»), имеет какую либо связь с Махаяной (Саломон, 2000, стр. 127).

### Коллекция Сениора
Коллекция Сениора была куплена Р. Сениором, британским коллекционером. Коллекция Сениора может быть немного моложе, чем коллекция Британской Библиотеки. Она почти полностью состоит из канонических сутр, и, так же, как коллекция Британской Библиотеки, была написана на бересте и хранилась в глиняных кувшинах. Кувшины с надписями ссылаются больше на македонские, чем на индийские названия месяцев, как это характерно для эпохи Канишки, из которой они были получены. Существует «большая вероятность того, что старейшие свитки были написаны в кратчайшие сроки, во второй половине I века н. э., или, что более вероятно, в первой половине II века. Это делает свитки Сениора значительно более поздними, чем свитки коллекции Британской библиотеки, которые были предварительно датированы первой половиной I века». Саломан писал:
Коллекция Сениора внешне похожа по характеру на коллекцию Британской библиотеки в том, что обе они состоят из около двух десятков берестяных рукописей или фрагментов рукописей, расположенных в свитках или подобных форматах и записывались в письменности кхароштхи на Гандхари языке. Обе были найдены внутри глиняных горшков, и обе, как полагают, происходят с одного или с нескольких близлежащих участков, в округе Хадды в восточном Афганистане. Но с другой точки зрения текстовое содержание, этих двух коллекций отличаются существенным образом. В то время как коллекции Британской Библиотеки были разнообразной смесью текстов разных жанров и написаны в количестве около двух десятков различных книг (Саломон 1999: 22-55, особенно. 22-23 и 54-55), все или почти все рукописи в коллекции Сениора написаны в одном стиле, и все, кроме одного из них, кажется, принадлежат к одному жанру, а именно Сутра. Кроме того, в то время как все свитки Британской библиотеки были фрагментарными и по крайней мере некоторые из них, очевидно, были уже повреждёнными и неполными, до того момента как они были преданы земле в древности (Саломон 1999: 69-71; Саломон 2000: 20-23), некоторые из свитков Сениора были ещё более или менее полными и нетронутыми и должно быть, были в хорошем состоянии, когда они были похоронены. Таким образом, свитки Сениора, в отличие от свитков Британской библиотеки, составляют единую, сплочённую и, по крайней мере, частично нетронутую коллекцию, которая была тщательно захоронена как таковая.

Он также сообщал, что «наибольшее количество параллелей для сутры в коллекции Сениора находятся в Самъютта-никая и соответствующих коллекциях на санскрите и китайском языках».

### Коллекция Шоена
Буддийские работы в коллекции Шоена состоят из манускриптов, написанных на таких материалах, как береста, пальмовые листья и велень. Считается, что они были найдены в пещерах Бамиана, где беженцы искали приют. Большинство из этих манускриптов было куплено Норвежским коллекционером по имени Мартин Шоен, в то время как меньшая часть находится в распоряжении японских коллекционеров. Эти рукописи датируются со II по VIII века н. э. В дополнение к текстам в Гандхари коллекция Шоена также содержит важные ранние сутрические материалы на санскрите.
Буддийские тексты в коллекции Шоена включает в себя фрагменты канонических сутт, Абхидхаммы, Винаи и текстов Махаяны. Большинство из этих текстов было написано в рукописях Брахми, в то время как меньшая часть написана на языке гандхари/кхароштхи.
Среди ранних текстов Дхармагуптаки в коллекции Шоена содержится фрагмент рукописей Кхароштхи - ссылка на шесть Парамит, центральной практики для бодхисаттв в Буддизме Махаяны.

### Университет Вашингтона
Ещё одна рукопись, написанная на Бересте в Буддийском монастыре традиции Абхидхарма, с первого по второй век нашей эры, была приобретена у коллекционера библиотекой Университета Вашингтона в 2002 году. Это ранний комментарий к учению Будды на тему человеческих страданий.

### Дхармапада Хотана
В 1892 году копия текста Дхаммапада, написанная на гандхари и пракрите, была найдена вблизи места под названием Хотан в Синьцзяне. Она была разбита и попала в Европу частями, малыми долями в Россию, а также Францию, но, к сожалению, рукопись никогда не появлялась в продаже и, вероятно, была утеряна. В 1898 году большинство французских материалов было опубликовано в журнале Азиатик. В 1962 году Джон Бро опубликовал коллекцию российских и французских фрагментов с комментарием.

## Опубликованный материал
Научные критические издания текстов из Университета Вашингтона и Британской библиотеки печатались прессой Университета Вашингтона в серии «Гандхаранских Буддийских Текстов», начиная с детального анализа Гандхаранской Сутры Рог Носорога, включая фонологию, морфологию, орфографию и палеографию. Материал из коллекции Шоена был опубликован издательством "Гермес" в Осло.
Следующие учёные опубликовали фрагменты из Гандхаранских рукописей: Марк Аллон, Ричард Саломон, Тимоти Ленц и Дженс Браарвиг. Часть опубликованного материала приведена ниже:
- 1999 — Древние свитки из Гандхары: Британская библиотека Фрагменты Кхароштхи.
- 2000 — Рукописи из коллекции Шоена , Буддийские рукописи, Часть 1.
- 2000 — Гандхарская версия сутры Рог Носорога: Британская Библиотека Кхароштхи (Гандхаранские Буддийские тексты, 1).
- 2001 — Три Гандхарских Экотариагамы-Тип Сутры: Британская Библиотека Кхароштхи Фрагмент 12 и 14.
- 2003 — новая версия Гандхарской Дхармапады и коллекция предыдущих историй Рождений: Британская библиотека Фрагменты кхароштхи.
- 2008 — Четвёртая Гандхари Самьюктагама сутры: Сениор Кхароштхи Фрагмент 5, Часть. 4.
- 2009 — Две рукописи Гандхари Звуки озера Анавтапта (Анавтапта-гатха): Британская библиотека Фрагменты Кхароштхи 1 и свиток Сениора 14, Часть 5.

## Список литературы
- Salomon, Richard. Ancient Buddhist Scrolls from Gandhāra, University of Washington Press, Seattle, 1999, ISBN 0-295-97769-8.
- Salomon, Richard. A Gāndhārī Version of the Rhinoceros Sutra: British Library IAST: Kharoṣṭhi Fragment 5B Univ. of Washington Press: Seattle and London, 2000.
- Allon, Mark. Wrestling with Kharosthi Manuscripts, BDK Fellowship Newsletter, No 7, 2004.